# 董琰
董琰（1914年—1968年），男，山东新泰人，中华人民共和国政治人物。曾任中共济南市委书记，江西省人民委员会副省长。

## 生平
1954年，当选第一届全国人民代表大会代表。